# 7,7 × 58 mm Arisaka
El cartucho japonés 7,7 × 58 mm Arisaka o 7,7 mm Tipo 99 sin pestaña fue desarrollado para el nuevo fusil Arisaka Tipo 99, empleado en la Segunda Guerra Mundial.

## Desarrollo

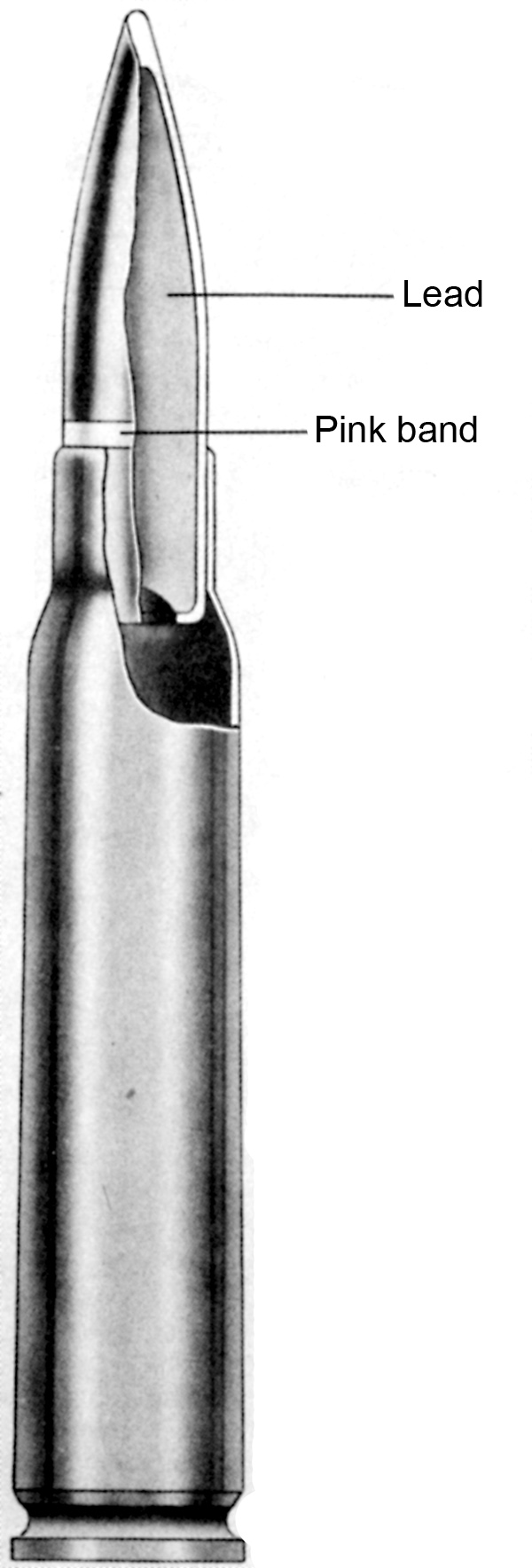
Corte longitudinal que muestra la bala.

Este cartucho fue diseñado para reemplazar al envejecido 6,5 x 50 Arisaka, tras observar el desempeño del .303 British empleado en combate por las ametralladoras ligeras Bren del desbandado ejército "Jin" ("晉"; tropas locales de la provincia de Shanxi) y el del 7,92 x 57 Mauser empleado en combate por los fusiles Gewehr 88 del Ejército Nacional Revolucionario durante 1937 en China. Se había planeado reemplazar completamente al cartucho 6,5 x 50 Arisaka por el 7,70 x 58 Arisaka al final de la segunda guerra sino-japonesa, pero el estallido de la Guerra del Pacífico y la subsecuente escasez de materias primas truncaron el proyecto.

## Características
Mientras que el cartucho empleado por el fusil Tipo 99 tiene un casquillo sin pestaña, también se produjeron variantes con pestaña y semi-pestaña (7,70 x 58 SR) para algunos modelos de ametralladoras japonesas. El 7,70 mm Arisaka emplea las mismas balas calibre .311-.312" del .303 British, teniendo una potencia similar a la del .30-06 (7,62 x 63).

## Armas que emplean el 7,70 x 58 Arisaka
- Fusil Tipo 99
- Ametralladora Tipo 92
- Ametralladora Ligera Tipo 97
- Ametralladora Ligera Tipo 99
- Ametralladora Pesada Tipo 92

## El 7,70 x 58 Arisaka hoy en día
Las empresas Norma Projektilfabrik A.B. de Amotfors , (Suecia) y Graf producen tanto cartuchos 7,70 x 58 Arisaka, como casquillos para recarga manual. Hornady, Sierra y Speer producen balas para la recarga manual de este cartucho.